# Gallaecia

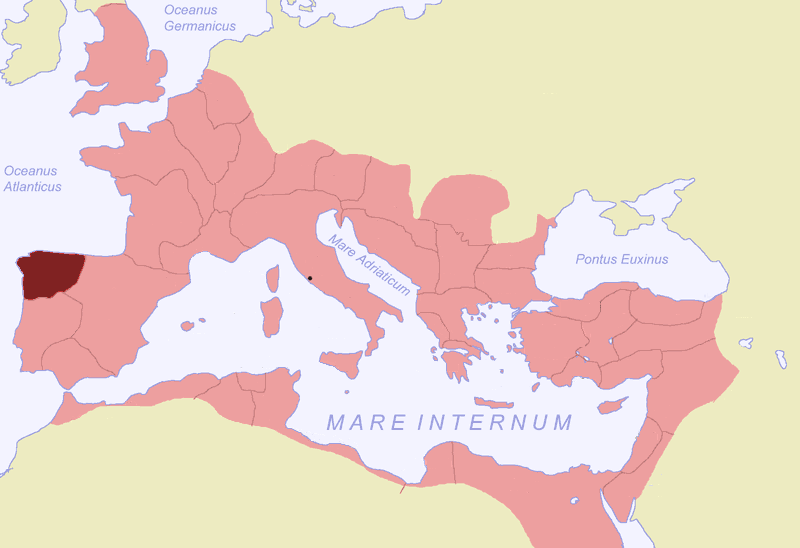
Lage der Provinz Gallaecia im Römischen Reich

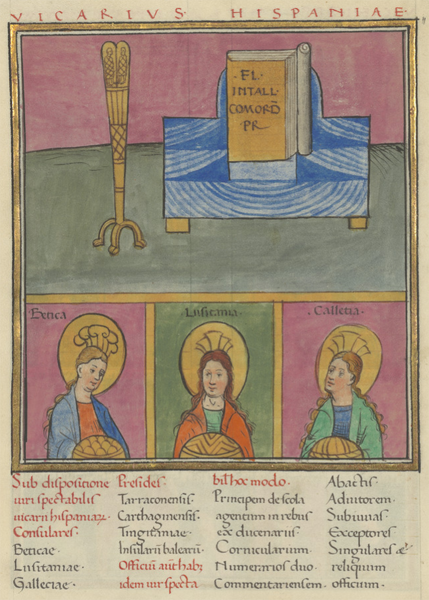
Notitia Dignitatum: Kapitelseite des Vicarius Hispaniae, sie zeigt die Personifikationen von drei hispanischen Provinzen: Baetica, Lusitania und Gallaecia. Sie sind mit Mauerkronen auf dem Haupt dargestellt; durch die Körbe wird ihre Steuerpflicht symbolisiert. Dem Vicarius unterstand, ebenso wie dem Proconsul in Africa, die Gerichtsbarkeit, worauf die abgebildeten Schreibutensilien hinweisen.

Gallaecia war in der Antike und im Mittelalter der lateinische Name einer Landschaft im Nordwesten der Iberischen Halbinsel, die ungefähr das heutige Galicien und einige angrenzende Gegenden Spaniens sowie den Norden Portugals umfasste. In der Spätantike gab es auch eine römische Provinz dieses Namens. Bis zum Ende des 4. Jahrhunderts ist ausschließlich die Schreibweise Callaecia bezeugt. Im Übergang von der Spätantike zum Frühmittelalter bestand hier das Königreich der Sueben.

## Gallaecia im Römischen Reich
Der Name wurde von dem vermutlich keltischen Stamm der Callaici (auch Callaeci, griechisch Kallaikoi) abgeleitet, der erstmals um 139/136 v. Chr. in den Quellen auftaucht; es handelte sich um kriegstüchtige Gegner der Römer, die von diesen schon damals besiegt, später von Caesar bekämpft, aber erst von Kaiser Augustus endgültig unterworfen wurden. Im Rahmen der von Augustus vorgenommenen Provinzeinteilung wurde die Region Callaecia ein Teil der Provinz Hispania citerior, für die sich im Lauf der Kaiserzeit der Name Hispania Tarraconensis (nach der Hauptstadt Tarraco, dem heutigen Tarragona) einbürgerte. Im Süden reichte die Callaecia bis zum Fluss Duero (Douro), im Osten grenzte sie an das spätere Asturien. Sie bestand aus zwei Gerichtsbezirken, dem nördlichen von Lucus Augusti (heute Lugo) und dem südlichen von Bracara Augusta (heute Braga in Portugal).
Kaiser Caracalla, der eigentlich Antoninus hieß, trennte im Zeitraum 214–216 von der Hispania citerior bzw. Tarraconensis eine nach ihm benannte neue Provinz Hispania nova citerior Antoniniana ab, die sich im Nordwesten der Halbinsel befand und anscheinend in etwa Galicien und Asturien umfasste. Ihre Existenz ist aber nur aus Inschriften erschlossen und ihre Ausdehnung ist nicht genau bekannt, denn wegen ihrer Kurzlebigkeit liegen nur wenige Quellen vor; spätestens 238/241 wurde sie wieder mit der Tarraconensis vereinigt.
Im Zeitraum von 285 bis 290 vermehrte Kaiser Diokletian bei seiner Verwaltungsreform die Anzahl der Provinzen des Römischen Reiches, die nun deutlich kleiner waren als die früheren. Das Gebiet der Hispania citerior wurde in drei Provinzen aufgeteilt, von denen eine Callaecia hieß. Sie reichte im Süden bis zum Fluss Duero (Douro) und im Osten mindestens bis zum Esla, umfasste also auch den Westen Asturiens; möglicherweise gehörten auch Ostasturien und Kantabrien dazu. Ob die Hauptstadt dieser spätantiken Provinz Bracara Augusta oder Asturica Augusta (heute Astorga) war, ist unklar.

## Gallaecia unter suebischer Herrschaft
Die Völkerwanderung setzte der römischen Herrschaft auf der Iberischen Halbinsel ein Ende. Die Sueben, die im September oder Oktober 409 mit den Alanen und den Vandalen in Hispanien eingefallen waren, drangen in die Gallaecia ein und errichteten dort ein Königreich mit der Hauptstadt Braga. Dieses Reich wurde später auch Galicisches Reich genannt. Ein Teil der Gallaecia wurde zunächst von den Vandalen besetzt, die aber nach Kämpfen mit den Sueben abzogen. Die Sueben erkannten nominell die Oberhoheit des weströmischen Kaisers an und wurden im Kampf gegen die Vandalen von römischen Truppen unterstützt. Ab 429 konnten sie nach Konsolidierung ihrer Herrschaft in Galicien ihren Machtbereich ausdehnen.
Über die Suebenzeit unterrichtet die Chronik des einheimischen Bischofs Hydatius von Aquae Flaviae, die um 468 entstand. Auch nach der Vernichtung des Suebenreichs und der Eingliederung seines Territoriums ins Westgotenreich im Jahre 585 blieb der Begriff Gallaecia gebräuchlich.